# Correlatie

Correlatievoorbeelden

Correlatie is de statistische samenhang tussen twee grootheden. Dit kunnen twee reeksen metingen zijn, of mogelijke waarden van twee toevalsvariabelen zijn. De sterkte van deze samenhang wordt uitgedrukt in een correlatiecoëfficiënt. Als er sprake is van lineaire correlatie, wordt de sterkte van de samenhang meestal uitgedrukt in Pearsons product-momentcorrelatiecoëfficiënt. Als er geen lineaire correlatie wordt verwacht, wordt wel gebruik gemaakt van Spearmans rho of Kendalls tau. Correlatie is geen bewijs van causaliteit, al kan het daar wel een aanwijzing voor zijn.

## Correlatiemaat
De mate van correlatie tussen twee variabelen wordt uitgedrukt in de correlatiecoëfficiënt. De waarde daarvan kan variëren tussen −1 en +1. Daarbij betekent 0: geen lineaire samenhang, +1: een perfecte positieve lineaire samenhang en −1: een perfecte negatieve lineaire samenhang. Hoe verder de correlatiecoëfficiënt verwijderd is van 0, hoe sterker de correlatie.